# グレゴア・マレ
グレゴア・マレ（Grégoire Maret、1975年5月13日 - ）は、ジャズ・ハーモニカ奏者である。

## 略歴
マレはジュネーヴ音楽院で学び、その後、ニューヨークのニュースクール大学で学んだ。2012年3月13日、マレは最初のアルバムをリーダーとしてリリースした。彼はスティーヴ・コールマン、カート・エリング、パット・メセニー、アンディ・ミルン、ミシェル・ンデゲオチェロ、デイヴィッド・サンボーン、ジャッキー・テラソン、カサンドラ・ウィルソンと仕事をしている。2003年、スイスの映画製作者フレデリック・バイリフのドキュメンタリー『Sideman』にて、グレゴア・マレが主題となって取り上げられた。

## ディスコグラフィ

### ソロ・アルバム
- 『シナリオズ』 - Scenarios (2007年、ObliqSound) ※with アンディ・ミルン
- 『グレゴア・マレ』 - Grégoire Maret (2012年、eOne)
- Wanted (2016年、Sunnyside)

### 参加アルバム
- ジミー・スコット : 『ホールディング・バック・ジ・イヤーズ』 - Holding Back the Years (1998年)
- アンディ・ミルンズ・コズミック・ダップ・セオリー : New Age of Aquarius (1999年)
- ジャッキー・テラソン : 『ホワット・イット・イズ』 - What It Is (1999年)
- デイヴィッド・サンボーン : 『インサイド』 - Inside (1999年)
- ジミー・スコット : 『ムード・インディゴ』 - Mood Indigo (2000年)
- ジミー・スコット : Over the Rainbow (2001年)
- レオン・パーカー : The Simple Life (2001年)
- ジャッキー・テラソン : 『パリにて』 - A Paris (2001年)
- スティーヴ・コールマン : The Ascension to Light (2001年)
- ジェフ・テイン・ワッツ : 『バー・トーク』 - Bar Talk (2002年)
- ミシェル・ンデゲオチェロ : 『クッキー：ジ・アンスロポロジカル・ミックステープ』 - Cookie: The Anthropological Mixtape (2002年)
- ファイト・ヒューブナー : Veit Hübner and Friends (2002年)
- Bethany Yarrow : Rock Island (2002年)
- ブルース・コバーン : You've Never Seen Everything (2002年)
- カサンドラ・ウィルソン : 『グラマード』 - Glamoured (2003年)
- チャーリー・ハンター・クインテット : 『ライト・ナウ・ムーヴ』 - Right Now Move (2003年)
- ダップ・セオリー  : Y'all Just Don't Know (2003年)
- Gabriele Donati : All in That Sky (2003年)
- ジミー・スコット : 『ムーングロウ』 - Moon Glow (2003年)
- Lou Watson : It Doesn't Matter (2003年)
- Various Artists : Crossing Jordan Soundtrack (2003年)
- ヤネク・グウィズダーラ : Mystery to Me (2004年)
- Ari Hest : Someone to Tell (2004年)
- ブランドン・ロス : 『コスチューム』 - Costume (2004年)
- ベベウ・ジルベルト : 『ベベウ・ジルベルト』 - Bebel Gilberto (2004年)
- スティーヴ・コールマン : Lucidarium (2004年)
- エリック・レヴィス : Tales of the Stuttering Mime (2004年)
- ファビオ・モルゲラ : The Voice Within (2004年)
- ジョージ・ベンソン : Irreplaceable (2004年)
- マシュー・ギャリソン : Shapeshifter (2004年)
- ベルナール・ラヴィリエ : Carnets de bord (2005年)
- カルロス”パタート”バルデス : El Hombre (2005年)
- ジョン・エリス : One Foot in the Swamp (2005年)
- ミシェル・ンデゲオチェロ : 『ザ・スピリット・ミュージック・ジャミア』 - The Spirit Music Jamia: Dance of the Infidel (2005年)
- マーカス・ミラー : 『シルヴァー・レイン』 - Silver Rain (2005年)
- オナージェ・アラン・ガムス : Remember Their Innocence (2005年)
- パット・メセニー・グループ : 『ザ・ウェイ・アップ』 - The Way Up (2005年)
- ウィル・カルホーン : Native Lands (2005年)
- ラウル・ミドン : 『ステイト・オブ・マインド』 - State of Mind (2005年)
- カサンドラ・ウィルソン : 『サンダーバード』 - Thunderbird (2006年)
- ダリオ・ボエンテ : Huge in Japan (2006年)
- Francis Jacob : Side-by-Side (2006年)
- ヒュー・マーシュ : Hugmars (2006年)
- ジョー・ベック・トリオ : 『ブラジリアン・ドリーミン』 - Brazilian Dreamin'  (2006年)
- リオーネル・ルエケ : Virgin Forest (2006年)
- マイク・スターン : 『フー・レット・ザ・キャッツ・アウト?』 - Who Let the Cats Out? (2006年)
- カート・エリング : 『ナイトムーヴス』 - Nightmoves (2007年)
- Kyra Gaunt  : Be the True Revolution (2007年)
- Nega : 2 (2007年)
- Clare & the Reasons : The Movie (2007年)
- Marek Napiórkowski : Wolno (2007年)
- Various Artists : 『トリビュート・トゥ・ジョニ・ミッチエル』 - A Tribute to Joni Mitchell (2007年)
- フィリップ・セス : 『ピアノ・マン』 - Piano Man (2007年) ※セス・オケグォ・アルピノ・フィーチャリング・グレゴア・マレット名義
- スコット・コーリー : Architect of the Silent Moment (2007年)
- ソフィー・ミルマン : 『メイク・サムワン・ハッピー』 - Make Someone Happy (2007年)
- アリッサ・グラハム : Echo (2008年)
- マーカス・ミラー : 『フリー』 - Marcus (2008年)
- トニー・グレイ : 『チェイシング・シャドウズ』 - Chasing Shadows (2008年)
- ビート・カエストリ : Far From Home (2009年)
- Stade : Freewheel (2009年)
- In the Middle of It All : In the Middle of It All (2009年)
- テリ・リン・キャリントン : 『モア・トゥ・セイ』 - More to Say (2009年)
- Sean Jones : The Search Within (2009年)
- Clare & Jeremy : Songs in the Key of New York (2009年)
- Justin Vasquez : Triptych (2009年)
- リチャード・ボナ : 『ザ・テン・シェイヅ・オブ・ブルース』 - The Ten Shades of Blues (2009年)
- Fabrizio Sotti : Inner Dance (2010年)
- ジャッキー・テラソン : Push (2010年)
- John Ellis and Double-Wide : Puppet Mischief (2010年)
- Olivier Manchon : Orchestre de Chambre Miniature, Vol. 1 (2010年)
- Andrés Garcia & The Ghost : Haunted Love (2011年)
- Manifest : Highest Praise (2011年)
- ジョナサン・ブレイク : The Eleventh Hour (2012年)
- ジェフ・テイン・ワッツ : Blue, Vol. 1 (2015年)
- ジェフ・テイン・ワッツ : Blue, Vol. 2 (2016年)
- パット・メセニー : 『フロム・ディス・プレイス』 - From This Place (2020年)